# Carl Johan Manneberg
Carl Johan Gustavson Manneberg född 15 oktober 1853 i Gammalkils socken, Östergötland, död 12 mars 1930 i Västra Eneby församling, var en svensk präst och målare.
Han var son till korpralen Gustaf Duktig och Brita Stina Persdotter samt gift med Gertrud Henriette Holmberg och far till Ebba Manneberg.
Manneberg blev student vid Uppsala universitet 1876 och prästvigdes 1886. Han utsågs till komminister i Västra Ryd 18XX och från 1915 var han kyrkoherde i Västra Eneby. Vid sidan av arbetet som präst ägnade han sig åt konstnärlig verksamhet. Han var representerad med en akvarell vid Sveriges allmänna konstförenings utställning Svenska slott och herresäten och vid en grupputställning på Kisa museum 1914.
Manneberg är representerad vid Kisa museum. 

## Kompositioner
Polskorna är upptecknade av sonen, spelmannen Allan Manneberg. En del av polskorna kan vara från 1700-talet.
- Polska i G-dur.[3]
- Polska i D-dur.[3]
- Polska i D-dur.[3]
- Polska i D-dur.[3]
- Polska i D-dur.[3]
- Polska i D-dur.[3]
- Polska i D-dur.[3]
- Polska i D-dur.[3]
- Polska i D-dur.[3]
- Polska i D-dur.[3]
- Polska i G-dur.[3]
- Polska i D-dur.[3]
- Polska i D-dur.[3]
- Polska i D-dur.[3]
- Polska i G-dur.[3]
- Polska i G-dur.[3]
- Polska i D-dur.[3]